# Tabulator
Tabulator (angleško tabulator; okrajšano tab) je krmilni znak za pomik besedila naprej na določeno razdaljo od levega roba ali zgornjega roba besedila.